# Вибиje Секвестр
Вибије Секвестер (лат. Vibius Sequester; IV или рани V век) је староримски научник из касног Римског царства аутор спискова географских имена.

## Живот и рад
Потицао је из породице Вибије. Нема података о родитељима и датуму рођења. Сигурно је познато само једно дело Вибија Секвестера – „Де флуминибус, фонтибус, лацубус, неморибус, палудибус, монтибус, гентибус, куорум апуд поетас ментио фит“. У раду је представљен географски лексикон у коме су по азбучном реду наведена и објашњена имена река, планина, извора, језера, гајева, мочвара и племена која се налазе код Вергилија, Овидија, Лукијана и Силија Италика.
Листе које Вибије наводи су:
- Флумина (реке/водени путеви)
- Фонтес (пролеће)
- Лакус (језера)
- Немора (шуме)
- Палудес (мочваре)
- Монтес (планине)
- Гентес (народи)

Дело су углавном преписивали италијански хуманисти у другој половини 9. века.
Дело је најпознатије по очувању дактилне пентаметарске линије цитиране од Корнелија Гала, („Скит Хипанис са својим једним потоком дели две земље“), који је био једини познати фрагмент Галове поезије пре него што је 1978. открио неколико његових додатних редова на египатском папирусу.